# Victor Segalen

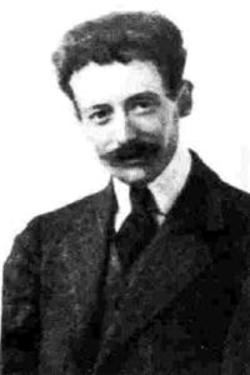
Victor Segalen

Victor Segalen (Brest, 14 de enero de 1878-Huelgoat, 21 de mayo de 1919) fue un arqueólogo, etnógrafo, doctor naval, escritor y poeta francés.

## Vida
Estudiante de medicina naval en Burdeos, viajó y vivió en Polinesia y China (1903-1917) una parte considerable de su vida. Realizó tres expediciones arqueológicas en China (1909-1913; 1914-1915; 1917-1918). El escritor —con su crítica a la idea de exotismo— quiso paliar la pérdida forzada de la memoria de muchos pueblos, sobre todo los de Extremo Oriente. Él se había formado en el siglo XIX, una época muy positivista y desde luego colonialista y destructora con violencia de muchas sociedades. Quiso por contraste acceder al otro física y sensorialmente, con el mayor respeto a las palabras e imágenes ajenas. 
Desde hace tres décadas, su obra ha venido recuperándose en Europa, después de un lento reconocimiento de su gran valía y su novedad. De hecho, en Francia solo se difundieron sus textos a partir de los años 1960; pero la circulación de sus libros y papeles se hizo poco a poco habitual, y hoy se le considera una de las figuras centrales de las letras francesas en la época de Marcel Proust. En todos sus escritos encontramos percepciones inquietantes, definitorias de un escritor que logró huir de los géneros más delimitados, pues su obra es amplia, y recorre todos los campos literarios, incluido el ensayo. 
Entre sus libros destacan la novela Los inmemoriales (1907), elogiada por antropólogos e historiadores sociales; el relato En un mundo sonoro (1907); unos extraños poemas Estelas (1912) (el libro fue impreso en Pekín y definitivamente en París en 1913, aunque solo fue recuperado en Francia treinta años más tarde); y la prosa poética de Pinturas (1916). Después de su muerte tras extraño accidente, se conocieron otras obras suyas: Orfeo rey (1921), drama para una ópera de Debussy; una novela extraordinaria sobre China, René Leys (1921); sus Odas (1926), así como muchos de sus ensayos y anotaciones diarias de viajes.
Jean Starobinski ha analizado, además, la importancia del escritor dentro de las relaciones entre literatura y medicina: «Segalen aux confins de la médecine», en Les cliniciens ès lettres (Montpellier, Fata Morgana, 1980).
En reconocimiento a su labor, la Facultad de Letras y Ciencias Sociales de la Universidad de Bretaña Occidental en Brest lleva hoy su nombre. Pese a la fuerza de su escritura, no ha logrado todavía una abierta difusión. Su obra completa está reunida en 2 tomos (París, Ed. Robert Laffont, col. Bouquins).

## Obras
- A dreuz an Arvor, 1899.
- L'observation médicale chez les écrivains naturalistes, Tesis, Burdeos, 1902; luego, Les cliniciens ès lettres.
- Les Immémoriaux, 1907.
- Stèles, 1912.
- Peintures, 1916.
- Essai sur l'exotisme.
- Orphée-Roi, 1921.
- René Leys, 1922.
- Mission archéologique en Chine (con Gilbert de Voisins y Jean Lartigue), 1923-1924.
- Équipée. De Pékin aux marches tibétaines, 1929.

## Traducciones
Lo primero que se rescató fue su poesía, en una notable Antología (Barcelona, Plaza & Janés, 1973) donde ya se recordaba que era uno de los poetas mayores del siglo XX. De inmediato se imprimieron sus Estelas (Madrid, A. Corazón, 1974). Más tardíos han sido la versión de René Leys (Madrid, Alianza, 1978 y 2002), novela fundamental iniciada en 1910, y la de su escrito asiático El hijo del cielo (Barcelona, Seix Barral, 1983). 
A ellos se han sumado en estos años una pieza originalísima como Viaje al país de lo real (Palma de Mallorca, Olañeta, 1984 y 2002), y el Diario de las islas (idem, 2001). Destacan finalmente su Ensayo sobre el exotismo (México, FCE, 1989) y su colección de seis importantes ensayos sobre literatura, las artes y los límites de la mirada positivista: La vida cóncava (Valladolid, Cuatro, 2004).